# جوي كوريغان
جوي كوريغان (بالإنجليزية: Joe Corrigan) ، من مواليد 18 نوفمبر 1948 في مانشستر ، لاعب كرة قدم إنجليزي سابق.
لعب مع نادي مانشستر سيتي ولعب مع منتخب إنجلترا لكرة القدم.

## مسيرته الكروية
لعب جوي كوريغان خلال مسيرته الاحترافية مع 5 أندية في واحد وعشرون موسمًا ولم يسجل خلالها أي هدف ضمن 554 مباراة. حيث فاز في موسم واحد بالكأس وفي موسم واحد بالدوري.
خاض جوي كوريغان مسيرته مع نادي مانشستر سيتي في موسم 1967–68 ليلعب معه ستة عشر موسمًا، مشاركًا في 477 مباراة ولم يسجل أي هدف. ثم انتقل إلى Seattle Sounders (1994–2008) ‏ ما بين عامي 1983 و1984 لمدة موسم واحد، حيث شارك في 29 مباراة ولم يسجل أي هدف أيضًا. لينتقل بعدها إلى نادي برايتون أند هوف ألبيون في موسم 1983–84 ولمدة موسمين، مشاركًا في 36 مباراة ولم يسجل أي هدف أيضًا. ثم انتقل إلى نادي نورويتش سيتي في موسم 1984–85 لمدة موسم واحد، مشاركًا في 3 مباريات ولم يسجل أي هدف أيضًا. هذا وانتقل لاحقًا إلى نادي ستوك سيتي في موسم 1985–86 لمدة موسم واحد، مشاركًا في 9 مباريات ولم يسجل أي هدف أيضًا.

## روابط خارجية
- جوي كوريغان على موقع قاعدة بيانات كرة القدم.إي يو (الإنجليزية)
- جوي كوريغان على موقع ناشيونال فوتبول تيمز (الإنجليزية)
- جوي كوريغان على موقع Soccerbase.com (لاعب) (الإنجليزية)
- جوي كوريغان على موقع عالم كرة القدم.نت (الإنجليزية)